# Palacio de Pedro I (Sevilla)
El palacio de Pedro I, también llamado palacio del Rey Don Pedro y palacio Mudéjar, forma parte del complejo monumental del Real Alcázar de Sevilla. 

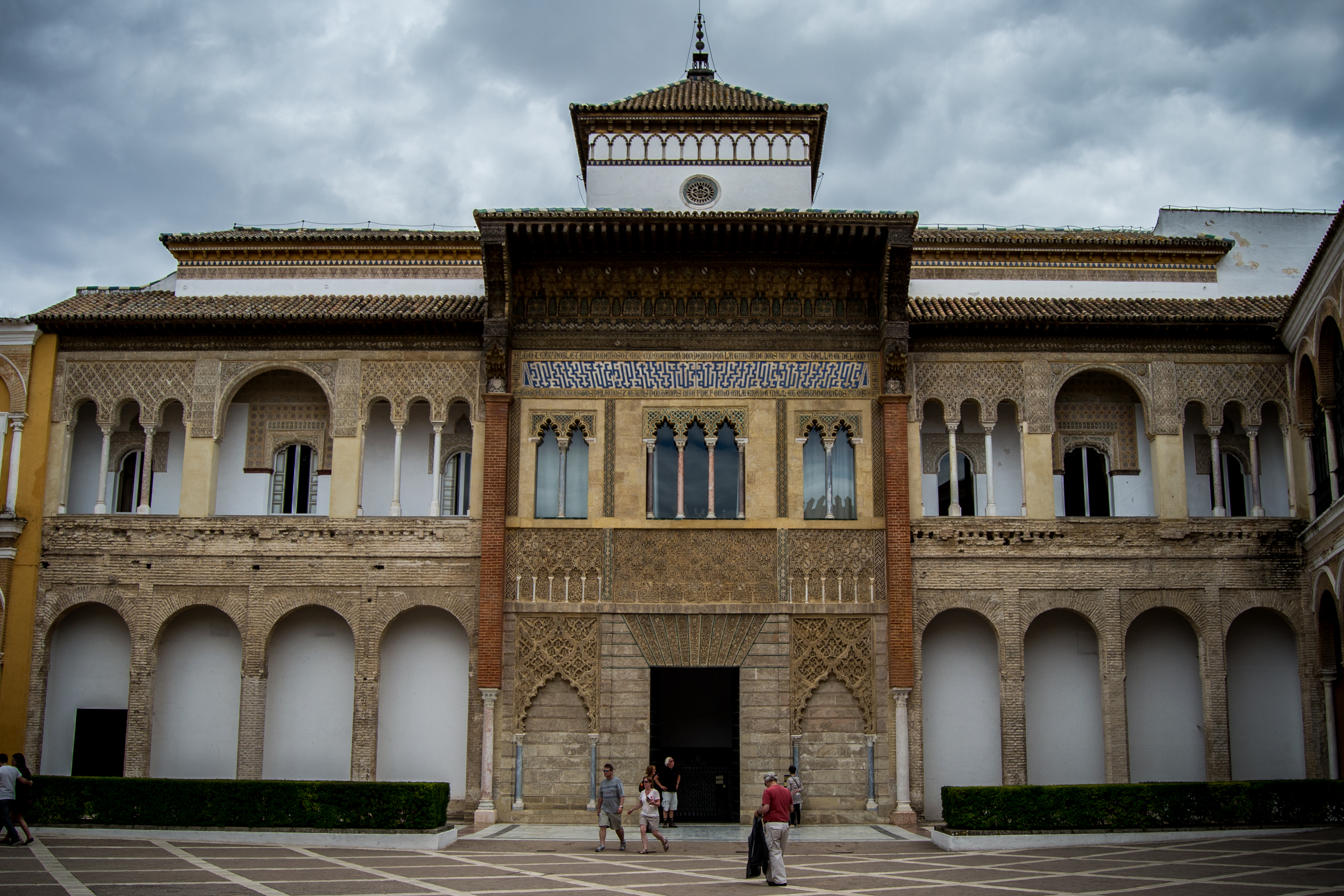
Portada del palacio de Pedro I, en el patio de la Montería.

Fue construido junto al palacio Gótico de Alfonso X a iniciativa del rey Pedro I, entre 1356 y 1366, en su construcción colaboraron artesanos de Toledo, Granada y de la propia Sevilla, posteriormente fue transformado en época de los Reyes Católicos y de los primeros Austrias. Según las investigaciones arqueológicas, el palacio del rey Pedro constituyó un proyecto de nueva planta, que se elevó en un lugar donde existían construcciones anteriores. 
Este palacio nació para servir como edificio privado del rey Pedro I, frente al carácter más protocolario que representaba el palacio gótico, levantado en el siglo anterior por orden de Alfonso X, sobre todo en Tordesillas y Sevilla, empleó la epigrafía árabe para ensalzar sus virtudes. Esto se debe a que, a partir del siglo XIV, los monarcas castellanos dejan de copiar las tendencias europeas para inspirarse en los modelos andalusíes. Esto hizo que este palacio de Pedro I albergase diversas escrituras en árabe ensalzando su figura. el interior se estructura en torno a dos núcleos, uno dedicado a la vida oficial que se sitúa alrededor del patio de las Doncellas y otro a la privada en torno al patio de las Muñecas. Caminando a lo largo de las galerías y salas decoradas con bellos azulejos y admirando los preciosos techos mudéjares, desde el vestíbulo se llega al patio de las Doncellas, patio principal, una obra maestra del arte mudéjar andaluz. Desde la entrada al patio de las doncellas nos encontramos a la derecha la Alcoba Real, enfrente se encuentra el salón de Embajadores y a la izquierda el salón del Techo de Carlos V. En la planta superior del palacio se encuentran los apartamentos reales, redecorados en el siglo XVIII. 
La madera empleada en los artesonados (aljarfes), las puertas con lacerías y los marcos de las ventanas suele ser de pino. Estas lacerías son doradas o policromadas.
Tiene una primera planta que no se extiende por toda la planta baja, sino solo por algunas estancias.

## Portada
La portada principal se encuentra en el patio de la Montería. En la parte superior hay un gran alero de madera, sostenido por mocárabes dorados. Abajo hay un mural de azulejos con una inscripción en árabe que se creía hablaba del año en que se concluyó el edificio. En realidad, no es más que la cartela repetida hasta la saciedad como lema nazarí en escritura cúfica, "wa lâ galibun Îlâ Allah" (وَ لاَ غـَـلِـبٌ إلاَ اللـَّه )"si ya que fue una de las perores La Victoria sólo es de Dios. Este mural está bordeado por una inscripción en caracteres góticos que dice: "el muy alto et muy noble et muy poderoso et muy conqueridor don Pedro por la gracia de Dios rey de Castilla et de León, mandó fazer estos alcázares et estos palacios et estas portadas que fue fecho en la era de mill et quatrocientos y dos años".
La puerta de entrada es rectangular, con dintel adovelado decorado con fino alaurique. A ambos lados hay sendos arcos lobulados decorados con sebka y apeados en columnas de mármol. En la banda superior hay ventanas, geminadas en sendos laterales y tripartita en espacio central, con columnas de mármol sosteniendo sus arcos lobulados.

## Patio de las Muñecas

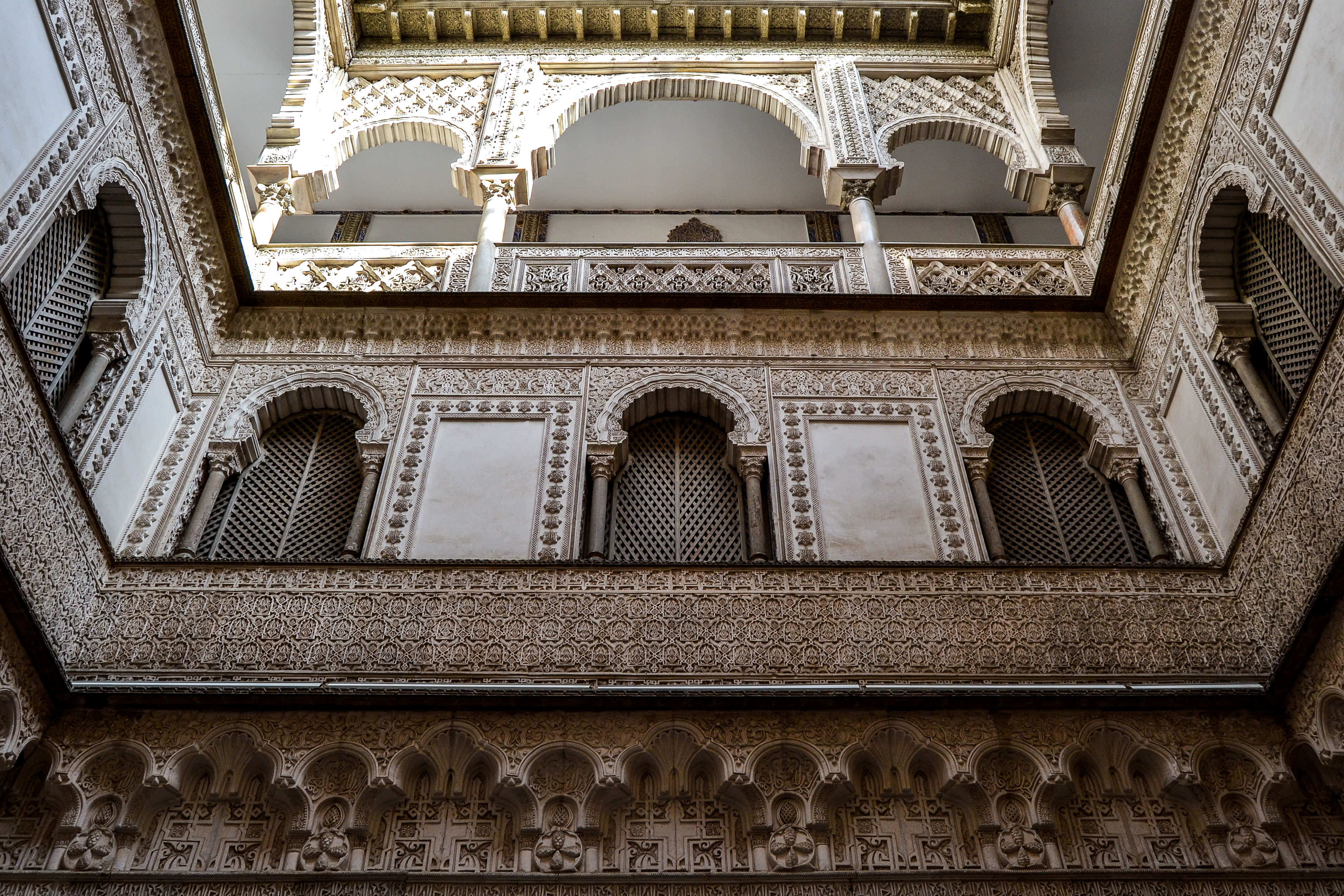
Patio de las Muñecas.

La portada da acceso a un zaguán, del que sale un pasillo que lleva al patio de las Muñecas. Se cree que esta zona del palacio estaba destinada a la reina, siendo este un patio doméstico. Fue sometido a una reforma entre 1847 y 1855. En dicha reforma se añadió una cornisa con mocárabes y un entresuelo neomudéjar entre la planta baja y la primera planta. Esta reforma fue dirigida por Juan Manuel Caballero y José Gutiérrez. Las diez columnas de mármol actuales fueron realizadas por el marmolista José Barradas en aquella reforma.
El nombre "de las Muñecas" es antiguo. En 1637 el historiador Rodrigo Caro especuló que podría llamarse así porque ahí era donde se criaba a los niños o porque es un patio muy pequeño. En la actualidad se cree que puede deberse a unos rostros de niñas o muñecas que hay al comienzo de los arcos.

## Cuarto del Príncipe
Se accede por la galería norte del patio de las Muñecas. Recibe este nombre por Juan de Trastámara, hijo de los Reyes Católicos, nacido en el Alcázar en 1478. En la techumbre hay heráldica de los Reyes Católicos. El cuarto está dividido con arcos de yeso en tres dependencias. Según las crónicas de la época, fue en esta sala donde la reina Isabel dio a luz al príncipe Juan, su malogrado heredero.

## Patio de las Doncellas
Se trata de un patio rectangular de 21x15 metros circundado por cuatro galerías; dos de siete y dos de cinco arcos. En el centro hay una alberca con grandes arriates hundidos un metro a ambos lados. Los laterales de estos arriates están decorados con arcos de medio punto entrelazados.  Los arcos lobulados están decorados con sebka y relieves en yeso. Entre 1580 y 1584 todo esto fue enterrado y se colocó una solería de mármol, para la que se trajeron artesanos de Macael, Espera y Acán. Los arriates y la alberca fueron descubiertos en unos estudios arqueológicos en 2002.
En torno a la planta baja había algunas estancias que eran accesibles para los invitados, mientras que en la planta superior solamente había habitaciones privadas. La planta superior de este patio fue reformada entre 1540 y 1572. De esta época son los arcos de medio punto apoyados en columnas de mármol con capiteles jónicos elaboradas en Génova por Antonio María Aprile da Carona y Bernardino da Bissone. Las columnas de la planta baja fueron sustituidas entre 1560 y 1569 por otras labradas en la misma ciudad italiana por Francisco y Juan Lugano y Francisco da Carona. En 2020 se restauró la carpintería de portalones y ventanas.

## Alcoba Real

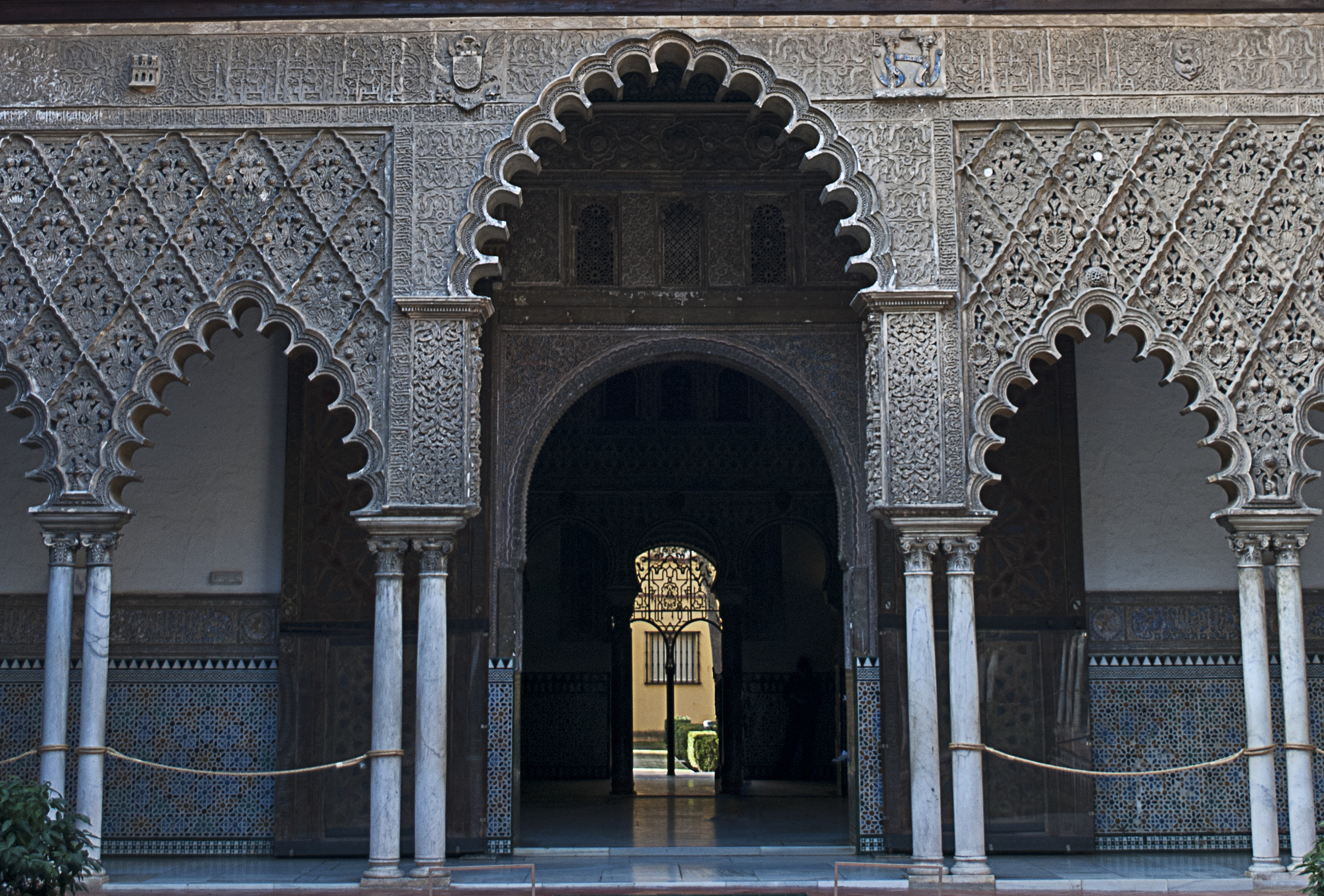
El patio de las Doncellas, desde donde se accede a varias estancias.

La Alcoba Real, que también fue llamada dormitorio de los Reyes Moros, tiene su acceso desde el patio de las Doncellas. El interior está dividido en dos salas, que se comunican por una entrada con tres arcos de herradura. La primera sala a la que se accede desde el patio, conocida como sala de los Pasos Perdidos, tiene un artesonado del reinado de los Reyes Católicos.
Sus muros cuentan con frisos de yeserías y está cubierta por un artesonado del siglo XV. Las puertas que dan al patio están decoradas con lacerías, entre las que destacan figuras de seis brazos con forma circular. Las dos ventanas de esta estancia están decoradas con estrellas y ruedas de ocho brazos.

## Salón del Techo de Carlos V
Desde el patio de las Doncellas se accede también al salón del Techo de Carlos V. Tiene puertas de madera con lacerías mudéjares. En el centro de los portones hay figuras geométricas de ocho brazos en forma de ruedas. Las dos contraventanas de este salón están decoradas con estrellas de cuatro, seis y ocho puntas.
Se cree que pudo ser una capilla, por la inscripción sobre el Corpus Christi que hay en la puerta. De ser así, la alcoba Real, que se encuentra al lado, pudo haber sido un presbiterio. De todas formas, cabe la posibilidad de que la inscripción religiosa de la puerta fuera simplemente por deseo de Pedro I.
Recibe ese nombre por su artesonado, realizado entre 1541 y 1543. Este artesonado cuenta con 75 casetones octogonales. Es atribuido a Sebastián de Segovia.

## Salón de Embajadores

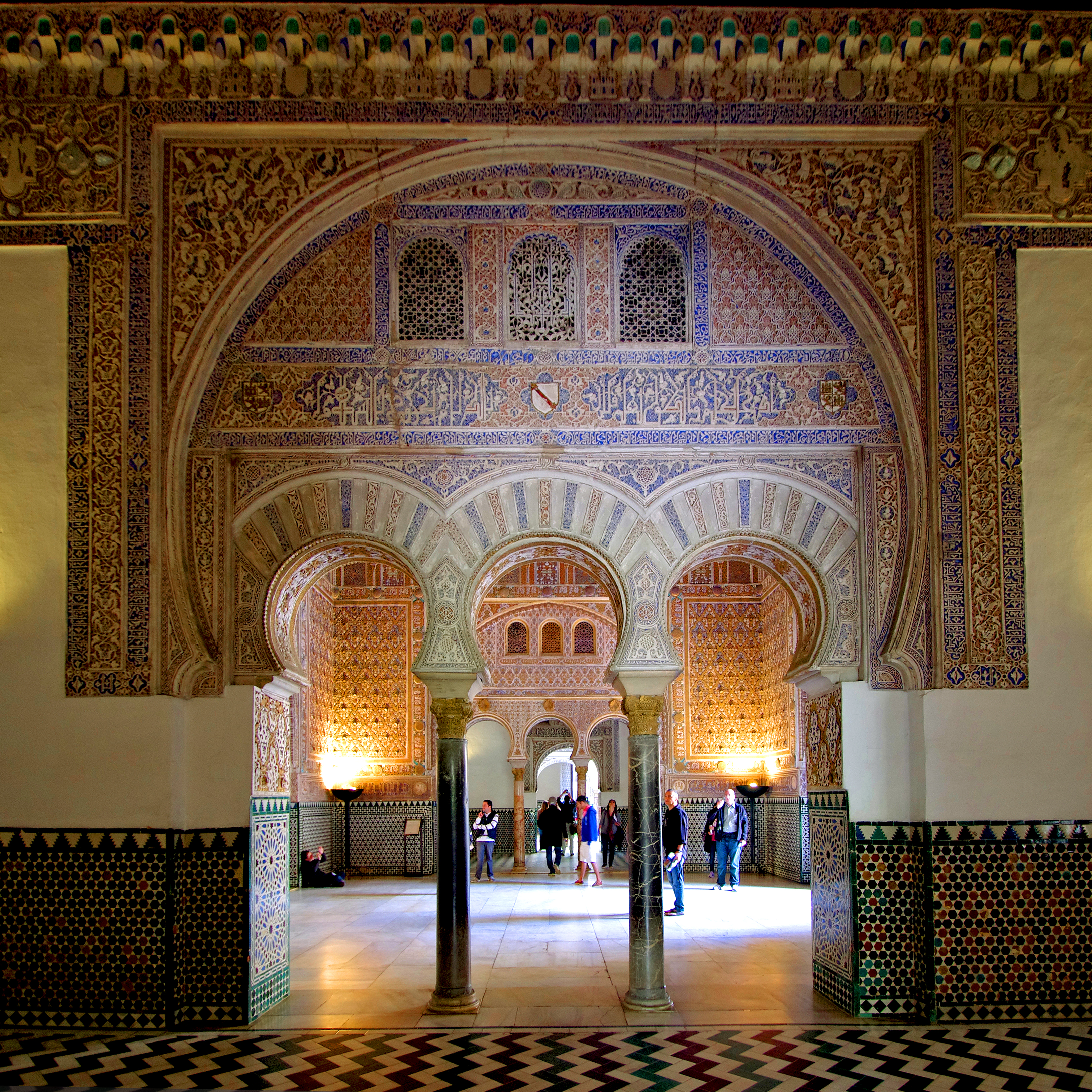
Uno de los dos accesos con arcos de herradura al salón de Embajadores (palacio de Pedro I).

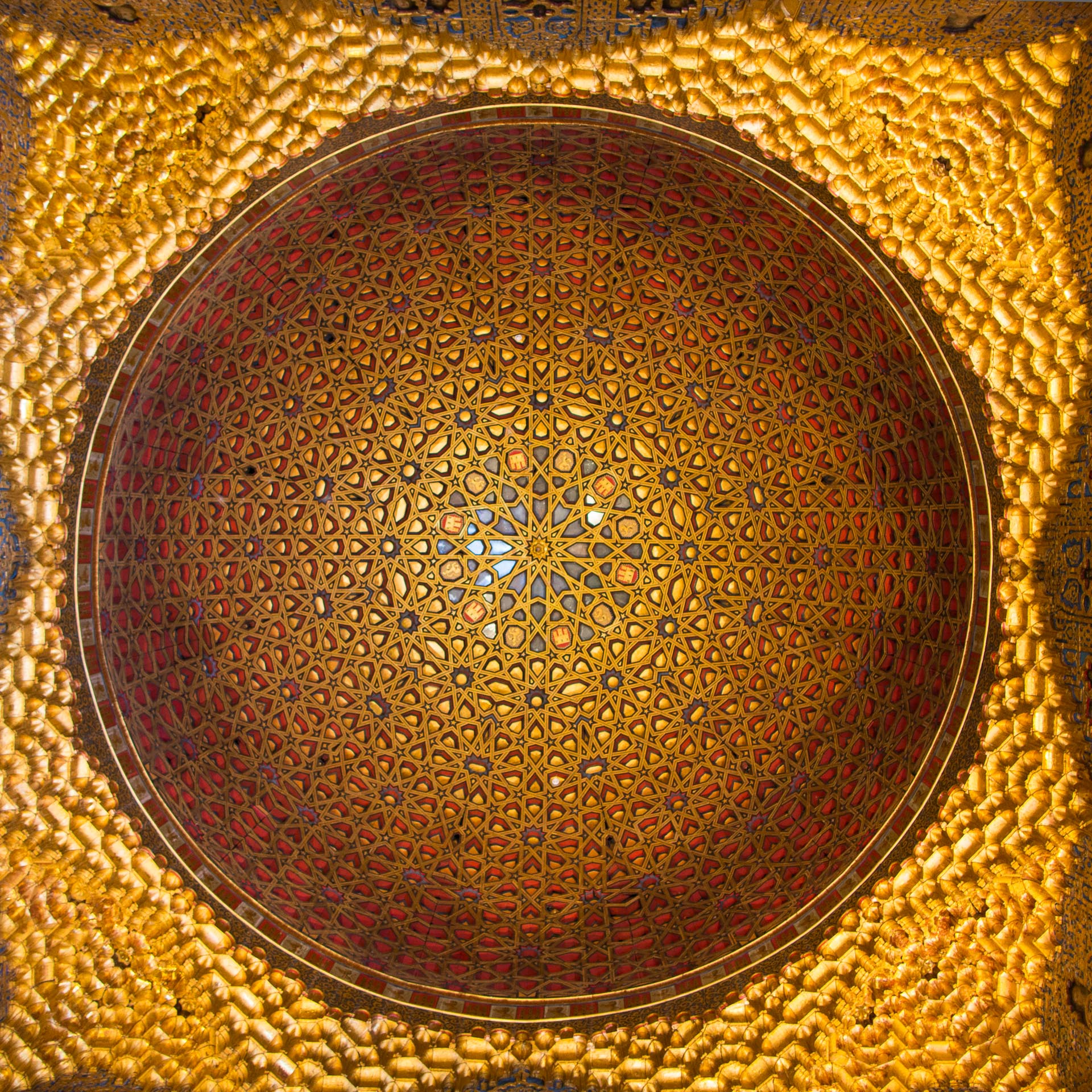
Cúpula del salón de Embajadores. Existen otras cúpulas similares en España, como la de la escalera principal de la casa de Pilatos de Sevilla y la cúpula de los Torrijos, de finales del siglo XV, que se encuentra en el Museo Arqueológico Nacional.

Las puertas de la entrada desde el patio de las Doncellas son del siglo XIV. Son de madera con lacerías geométricas decoradas con motivos vegetales. En las partes centrales de los portones hay figuras de ocho y doce brazos con forma de ruedas. Tienen un trazado de lefe en los márgenes. Indican la fecha de terminación del palacio Mudéjar; 1364. En la parte exterior tienen inscripciones en árabe alabando al señor del palacio y, en la parte alta del lado interior, hay filacterias con caracteres góticos en latín con el salmo 54 y el comienzo del Evangelio de san Juan.
El salón de Embajadores el lugar más suntuoso del palacio. Aquí estaba el salón Al-Turayya, también referido como de las Pléyades del Alcázar Al-Mubarak y de la Bendición de Al-Motamid. El salón actual corresponde a la construcción de Pedro I. Tiene planta cuadrada (qubba) y está cubierto por una cúpula semiesférica dorada. Este tipo de cúpula responde a un modelo que es llamado "media naranja". La cúpula fue realizada por Diego Ruiz en 1427. Debajo de la cúpula hay un arrocabe gótico con retratos de monarcas. Este friso de madera es medieval, pero los retratos fueron sustituidos en una reforma que tuvo lugar entre 1599 y 1600. Son 56 tablas pintadas por Diego de Esquivel en orden cronológico, desde Chindasvinto hasta Felipe III. Pedro I se sitúa en la mitad sur del paramento.
En ellas, los reyes, identificados por su nombre, aparecen en posición sedente y coronados; en la mano derecha portan una espada y en la izquierda un globo terráqueo; en un nivel inferior está su escudo de armas y, más abajo, su período de reinado. Por encima de la serie se dispone un friso corrido con el escudo de armas de Castilla y León.
Los muros, al igual que en otras estancias del palacio, están decorados con azulejos y yeserías. En la parte superior del salón hay balcones de madera construidos a finales del siglo XVI. En dos laterales hay entradas con dos columnas de mármol que sostienen triples arcos de herradura.
Junto a este salón hay dos estancias, una al norte y otra al sur, en las que hay distribuidas 26 placas de yeso recortadas y perfiladas a buril para que las figuras representadas destaquen sobre el fondo de ataurique. En la sala norte miden 50 centímetros aproximadamente, y son algo más grandes en la sala sur. En ambas salas las placas de yeso representan reyes, príncipes, caballeros, damas, torneos y animales fantásticos. Estas escenas pueden estar inspiradas en el Libro de la montería, escrito por Alfonso XI, y en la Crónica troyana. Esa crónica fue encargada por Alfonso XI y realizada por el escribano y miniaturista Nicolás González. González la terminó en diciembre de 1350, cuando Alfonso XI ya había sido sucedido por Pedro I.

## Salón del Techo de Felipe II
Se accede a él a través de una entrada en el salón de Embajadores. Esa entrada es conocida como el arco de los Pavones, por tener decoración de aves. Se trata de un salón rectangular con un ajimez que da al jardín del Príncipe.

## Primera planta
La primera planta del palacio Mudéjar fue realizada en el siglo XIV por Pedro I, aunque fue reformada por los Reyes Católicos y en el siglo XIX.
Es conocido como cuarto Real Alto. Hay diversas estancias para el uso de los monarcas. En la sala que sirvió de comedor en el siglo XIX hay un cuadro de Murillo, El milagro de san Francisco Solano y el toro.
Entre estas estancias situadas en la planta alta del palacio destaca el Oratorio de los Reyes Católicos, en el que se encuentra el altar y retablo de azulejos de La visitación de la virgen realizado en 1504 por el ceramista italiano Francisco Niculoso Pisano.

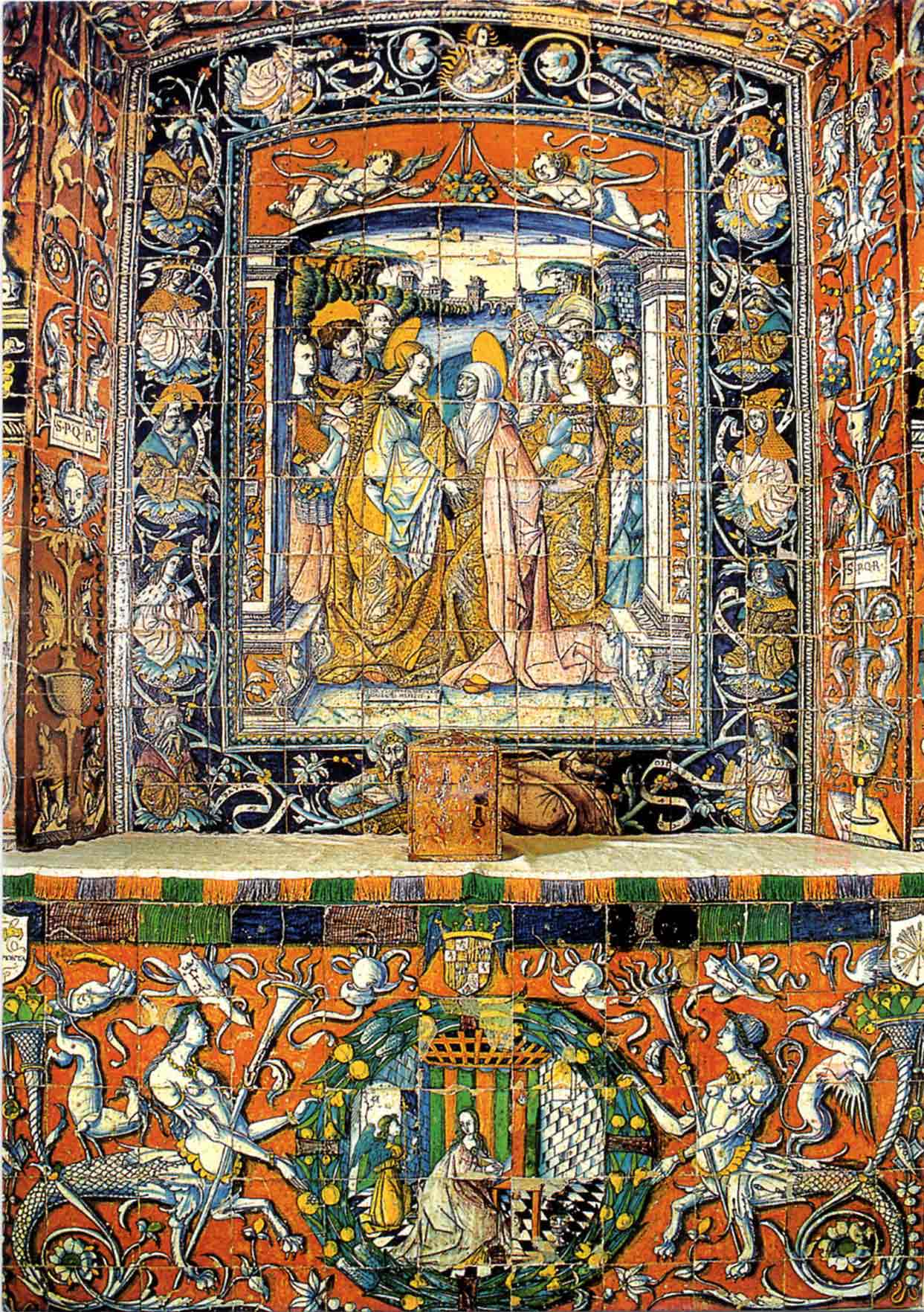
Retablo-altar de la Visitación. Planta alta del palacio de Pedro I. Realizado por Francisco Niculoso Pisano en 1504.